# Boigu Airport
Boigu Airport är en flygplats i Australien. Den ligger i kommunen Torres Strait Island och delstaten Queensland, omkring 2 300 kilometer nordväst om delstatshuvudstaden Brisbane. Den ligger på ön Boigu Island.
Trakten är glest befolkad.
Savannklimat råder i trakten. Genomsnittlig årsnederbörd är 1 697 millimeter. Den regnigaste månaden är april, med i genomsnitt 326 mm nederbörd, och den torraste är augusti, med 14 mm nederbörd.